# Departamento de Chañaral
El Departamento de Chañaral se ubicó en la Provincia de Atacama, cuya comuna cabecera departamental fue la ciudad de Chañaral.

## Fundación
La ciudad fue fundada en 1833, en torno a la mina de cobre "Las Ánimas", descubierta por Pedro Luján
Si bien la ciudad fue fundada en 1858 por Decreto Supremo del gobierno de Manuel Montt, su finalidad fue solo ser ocupada como puerto. En 1884 fue un departamento de la Provincia de Atacama, hasta que se crea la Provincia de Antofagasta que pasa a dominio chileno.
El departamento quedó compuesto por la comuna de Chañaral como una sola agrupación municipal, como también un solo departamento electoral. Este proceso se realizó mediante el Decreto N° 8.583 del 30 de diciembre de 1927.

## Subdelegaciones
| Municipalidad | Subdelegaciones      |
| ------------- | -------------------- |
| Chañaral      | 1a, Sur del Puerto   |
| Chañaral      | 2a, Norte del Puerto |
| Chañaral      | 3a, Las Ánimas       |
| Chañaral      | 4a, El Salado        |
| Chañaral      | 5a, Pan de Azúcar    |